# Akropol

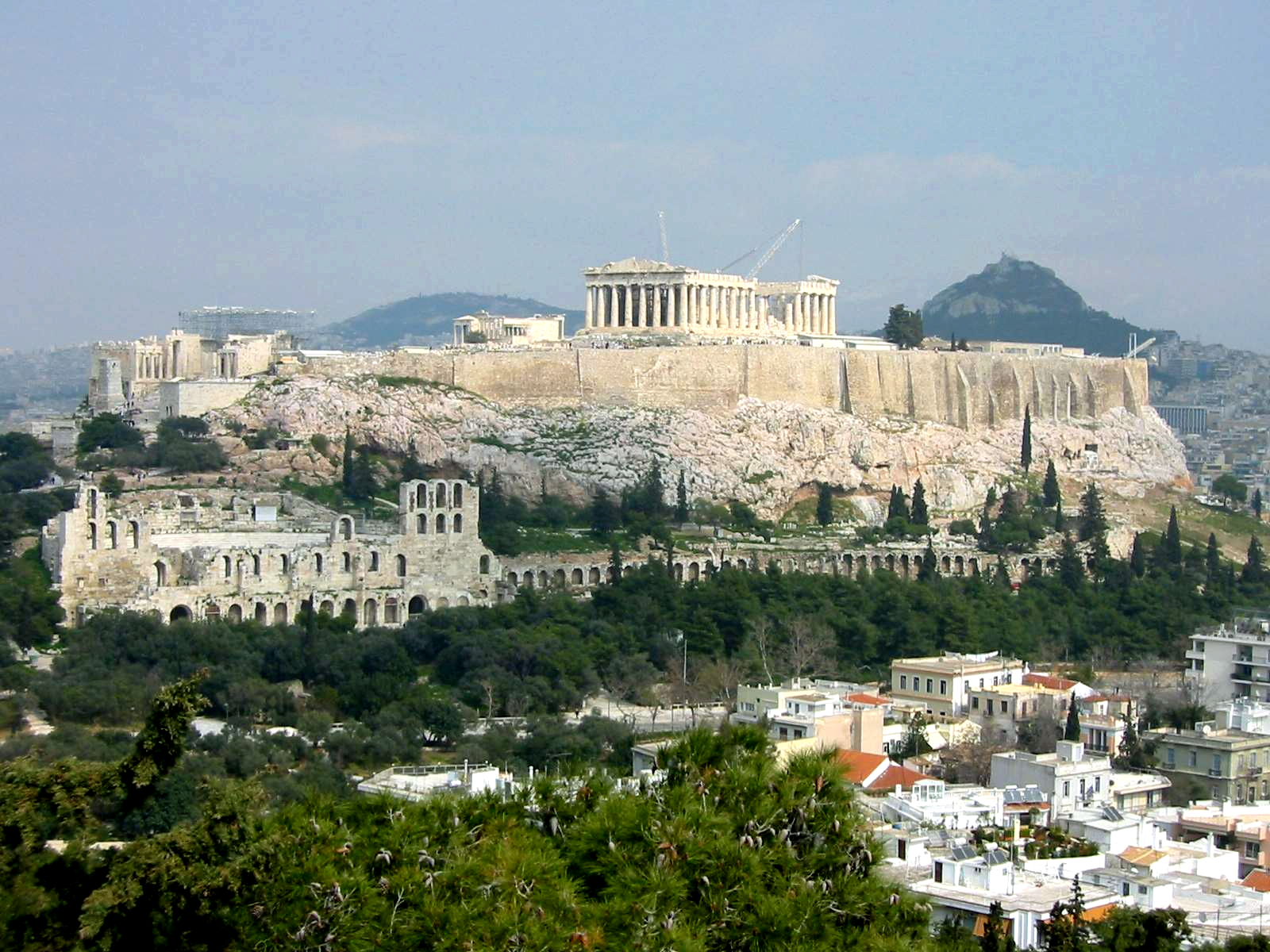
Akropolisklippan i Aten

En akropol är en befäst stad, belägen på en klipphöjd i antikens Grekland. Namnet är sammansatt av grekiska akros ('överst') och polis ('stad'). Akropoler var vanliga, främst av försvarsmässiga skäl, och där låg stadens kärna och helgedomar.
Med tiden växte städerna fram även nedanför akropolen, men utsattes man för anfall kunde invånarna ändå dra sig tillbaka till de befästa delarna. 
Den mest berömda akropolen är Akropolis i Aten. Det finns dock flera akropoler bevarade, bland annat i städerna Lindos och Rhodos.  